# Plumularia togata
Plumularia togata is een hydroïdpoliep uit de familie Plumulariidae. De poliep komt uit het geslacht Plumularia. Plumularia togata werd in 1973 voor het eerst wetenschappelijk beschreven door Watson. 